# Rai 1

Logo bis Mai 2010

Rai 1 ist das populärste Fernsehprogramm des öffentlich-rechtlichen italienischen Rundfunks Radiotelevisione Italiana (RAI).
Rai 1 ist der bedeutendste italienische Fernsehkanal und in Europa und Teilen Nordafrikas unverschlüsselt zu empfangen; er sendet digital über den Satelliten Hot Bird 2. In Deutschland, Österreich und der Schweiz wird er in viele Kabelnetze eingespeist.

## Ehemalige Namen
- Rai TV (1954–1961)
- Programma Nazionale (1961–1976)
- Prima Rete RAI/Rete 1/TV1 (1976–1983)
- Rai Uno (1983–2010)
- Rai 1 (seit 2010)

## Sendungen

### Nachrichten und Infotainment
- TG1
- TG1 Economia
- TG Parlamento
- TG Sport
- Porta a Porta mit Bruno Vespa
- Quark und Superquark mit Piero Angela

### Shows
- Sanremo-Festival
- Ballando con le stelle
- Affari tuoi (bis Mai 2011)
- L’eredità
- Miss Italia
- Zecchino d’Oro
- Giochi senza frontiere (1988–1999)
- Scommettiamo che…? (Wetten dass..?; 1991–2003)
- Soliti Ignoti (Identity) (ab 2009)
- I migliori anni
- Ti lascio una canzone
- Me lo dicono tutti
- La prova del cuoco
- Verdetto finale (Gerichtsshow)
- Occhio alla spesa
- La vita in diretta
- Unomattina (vergleichbar mit dem Morgenmagazin von ARD/ZDF)
- Domenica In – L’arena
- Mattina in famiglia

### Serien
- Don Matteo (mittlerweile 11. Staffel)
- Tutti pazzi per amore
- Commissario Montalbano
- Der junge Montalbano
- Un medico in famiglia

### Sportsendungen
- UEFA Champions League
- Formel 1

### Deutsche Produktionen
- Um Himmels Willen (Sommerprogramm)
- Kommissar Rex (Sommerprogramm)
- Mord mit Aussicht